# 胡啓立
胡 啓立（こ けいりつ、フー・チーリー、1929年10月6日 - ）は、中華人民共和国の政治家。中国共産党第13期中央政治局常務委員、元中央書記処常務書記。1989年の第2次天安門事件で学生たちに同情的な立場をとったため、全職務から解任された。

## 経歴
1951年、北京大学物理学科を卒業し、1956年まで同大学の中国共産主義青年団書記、全国学生連合会主席を務める。文化大革命期の1966年から五七幹校に下放される。1972年に寧夏回族自治区西吉県委副書記となり復活を果たすと、固原地委副書記、自治区党委弁公庁主任。1977年から清華大学の党委副書記、1978年には中国共産主義青年団中央書記処書記・全国青年聯合会主席に選出される。
1980年、天津市党委書記と市長を兼任、1976年に発生した唐山地震で被害を受けたままほぼ放置されていた天津市の復興に尽力した。1982年に中央へ移り、党中央弁公庁主任、党中央書記処書記を歴任し、胡耀邦総書記を支える。1985年9月の第12期5中全会で中央書記処常務書記に就任。1987年11月の第13期1中全会で宣伝・報道担当の政治局常務委員に昇格し。胡耀邦失脚後、鄧小平は胡啓立を後継者に考えていたが、天安門事件で趙紫陽総書記とともに学生運動に同情的な姿勢を見せて戒厳令に反対したため、政治局常務委員・書記処書記を解任され、中央委員に格下げされた。
1991年に序列の一番下ではあったが機械電子工業部（現・情報産業部）の副部長として復活、経済改革を遅々として進めない江沢民総書記への圧力となった。1993年、部長となり職員を大幅削減、中国聯通を設立させるなどしたが、政治局復活はならず、1998年の第9期全国政治協商会議第1回会議で副主席となる。2001年と翌2002年に訪日。瀋陽領事館への武装警察進入事件の直後だった後者では、小泉純一郎首相と会談している。
2003年3月に引退。2005年12月には胡耀邦総書記生誕90周年を契機に、胡耀邦が自身に最も影響を与えたとする『我が心の中の耀邦』と題した文章を寄稿している。
第12期から第14期中央委員、第12期、第13期中央書記処書記、第12期政治局委員（5中全会で昇格）、第13期中央政治局常務委員、政治局委員（4中全会で解任）。

## 外部サイト
- 新華社による略歴（中国語）
- 我が心の中の耀邦（中国語）

| 先代陳偉達 | 天津市長1980年 - 1982年 | 次代李瑞環 |

| 先代胡耀邦 | 中央書記処常務書記1985年 - 1989年 | 次代喬石 |

| 先代姚依林 | 中央弁公庁主任1982年 - 1983年 | 次代喬石 |